# Drepanosticta watuwilensis
Drepanosticta watuwilensis – gatunek ważki z rodziny Platystictidae.